# Arnt ten Boecop
Arnt ten Boecop ook Arnt van Boicope of Arent Thoe Boecop (± 1335-1397) komt sinds 1381 voor als raad van de hertog van Gelre. Vanaf 1385 was hij ambtman en richter van de Veluwe. Vanaf 1393 komt hij voor als leengetuige en als reddituarius (rentmeester) van de hertog. In 1395 vestte hij Elburg en was hij overste-rentmeester. Hij stamt uit een ministerialengeslacht dat via dienstmanschap opklom tot een schildbaar of schildboortig niveau.

## Levensloop
Arnt is de kleinzoon van stamvader Bertram to Boechove of to Boechops (± 1275 - tussen 1357 en 1359) van het geslacht ten Boecop dat zijn oorsprong vond in het scholtambt van Epe in de Emstermark. Hij huwde Bertruit (Bertert), dochter van Willem van Bronckhorst, die na 1400 overleed. Arnt overleed in 1397 en is begraven in Elburg.
In 1367 bezat hij het deel van de tiendlanden onder Emps, waaronder de Hagen en de Boechop, dat zijn grootvader Bertram reeds bezat. Zijn vader was eerder overleden dan zijn grootvader zodat hij en zijn broer Herman diens erfgenamen waren. Het bezit van de tiendlanden hield het recht van innen van tijns en census in, niet het bezit van de gronden.
In 1381 was hij raad van Willem van Gulik, de hertog van Gelre. In 1390, 1392 en 1396 wordt hij genoemd als amptman en richter van de Veluwe, in 1395 en 1396 als rentmeester en thesaurier-generaal van Gelre en als burggraaf van Nijmegen. Het ambtschap van de Veluwe had hij op 19 maart 1385 verkregen tegen een lening van 3000 oude schilden, nadat dit aan Godart van Homoet ingelost was. In 1392 verhoogde Arnt de lening aan de hertog met 2500 gulden.
In 1392 kreeg hij van hertog Willem I van Gelre de opdracht om de stad Elburg te verplaatsen en haar vrijheid uit te breiden. In 1396 was de vesting nog niet klaar want toen gelastte de hertog de inwoners van de Veluwe de Elburgers te helpen met graven en vesten.
In een oorkonde van 25 april 1393, een protocol van de stadsregering, wordt hij genoemd als dat hij twee hofsteden van Elborgh heeft ontvangen. Op 9 november 1393 werd hij beleend met het hof te Mullingen bij Oldebroek. In 1394 won hij bij het dienstliedengericht Engelanderholt een proces wegens schade en schuld tegen de weduwe Van Stramprade.
Hij is overleden in 1397 en begraven in Elburg. Een nazaat en naamgenoot van hem, de Kamper burgemeester Arent toe Boecop, schreef een kroniek die in 1860 uitgegeven werd door het Historisch Genootschap.

## Opvolging
Arnt I werd opgevolgd door zijn zoon eveneens Arnt of Arend († 1432/1434) genoemd. Hij erfde Mullingen en Hagen en de tiendlanden. Arnt II was eveneens een vazal en ambtsman van de hertog van Gelre. Arnt II had vanaf 11 februari 1425 zitting in de raad van zestien van hertog Arnold van Egmond (1423-1452) voor de ridderschap van Roermond. Hij wordt voor het eerst genoemd in een oorkonde van 10 mei 1425 waarin de hertog een jaarrente van 200 oude schilden verpand aan de stad Nijmegen.
Zijn kleinzoon Arend III, zoon van Arnt II, zegelde op 17 april 1436  namens het kwartier Arnhem de verbondsbrief tussen de steden en de ridderschappen van Gelre, waarin de verbondsbrief van 1418/19 en het hertogsverdrag van 1423 werden bevestigd..  